# Zendrowanie
Zendrowanie – erozyjne działanie wody na dno rzeki, wykorzystywane często przez barki celem zejścia z mielizn.
Koncentracja prądu rzecznego powoduje wypłukiwaniu mułu wzdłuż burty barki, a przez to pomniejszanie mielizny. Proces zendrowania trwa parę godzin.
Niewłaściwe ustawienie statków podczas zendrowania grozi zasypaniem mułem, dlatego manewr ten powinien odbywać się pod kierownictwem służby liniowej.